# كأس الجزائر 1965–66
كأس الجزائر 1965–66 هو موسم من كأس الجزائر. أشرف على تنظيمه الإتحاد الجزائري لكرة القدم، وفاز فيه شباب بلوزداد.